# Karl von Pfiffer
Karl von Pfiffer (německy Carl Ritter von Pfiffer) (29. září 1851 Vídeň – 19. dubna 1913 Vídeň) byl rakousko-uherský generál. Jako absolvent vojenské akademie sloužil v c. k. armádě od roku 1870, později byl štábním důstojníkem v Haliči, na Moravě a v rakouských zemích. Svou kariéru završil v hodnosti generála pěchoty jako prezident Nejvyššího vojenského soudního dvora (1908–1910).

## Životopis
Byl synem důstojníka a vojenského soudce Karla Pfiffera (1805–1889). Studoval na Tereziánské vojenské akademii ve Vídeňském Novém Městě a do armády vstoupil v roce 1870 jako poručík ke 14. pěšímu pluku. V letech 1871–1873 si doplnil vzdělání na Válečné škole (K.u.K. Kriegsschule) ve Vídni a v hodnosti nadporučíka byl zařazen do sboru důstojníků generálního štábu. V roce 1876 byl povýšen na rytmistra a byl přidělen k 21. pěší brigádě ve Lvově. V roce 1878 se zúčastnil okupace Bosny a Hercegoviny a poté sloužil u 14. pěší brigády v Sarajevu. V roce 1879 získal hodnost kapitána, další léta kariéry strávil ve Vídni a u 10. armádního sboru v Brně. V hodnosti majora (1887) se stal šéfem štábu 5. pěší divize v Olomouci, kde byl v roce 1890 povýšen na podplukovníka. V roce 1893 byl povýšen na plukovníka a v letech 1893–1899 byl šéfem štábu 3. armádního sboru ve Štýrském Hradci.
K datu 1. května 1899 byl povýšen do hodnosti generálmajora a stal se velitelem 24. pěší brigády v Krakově, kde strávil čtyři roky (1899–1903). Dne 1. listopadu 1903 získal hodnost polního podmaršála a převzal velení 47. pěší divize ve Vídni, odkud byl později přeložen do Přemyšlu jako zástupce velitele 10. armádního sboru. V říjnu 1908 byl povolán do Vídně ve funkci prezidenta Vrchního vojenského soudu a již o dva měsíce později se namísto nečekaně zemřelého Wilhelma Dessoviće stal prezidentem Nejvyššího vojenského soudního dvora (1908–1910). V roce 1908 zároveň obdržel hodnost titulárního generála pěchoty a k datu 1. září 1910 byl penzionován.

## Tituly a ocenění
Od nobilitace svého otce v roce 1866 užíval šlechtický titul rytíře s predikátem von Pfiffer. Ve funkci prezidenta Nejvyššího vojenského soudního dvora obdržel v roce 1909 titul c. k. tajného rady s nárokem na oslovení Excelence. Během vojenské služby získal několik vysokých vyznamenání v Rakousku-Uhersku i v zahraničí.

### Rakousko-Uhersko
- Vojenský záslužný kříž s válečnou dekorací (1878)
- Válečná medaile (1879)
- Řád železné koruny III. třídy (1897)
- Jubilejní pamětní medaile (1898)
- komandérský kříž Leopoldova řádu (1908)
- Vojenský jubilejní kříž (1908)

### Zahraničí
- velkokříž Řádu Albrechtova (Sasko)
- Řád lva a slunce I. třídy (Persie)
- komandér Řádu meče (Švédsko)
- velkokříž Řádu Gryfa (Meklenbursko-Zvěřínsko)